# Pintér Kálmán
Pintér Kálmán, névváltozat: Pinthér (Tiszavárkony, 1854. április 30. – Veszprém, 1902. november 8.)  piarista áldozópap, tanár, irodalomtörténész, író.

## Élete
A gimnáziumi tanulmányokat Kecskeméten (II-VIII. osztály), a tanári tanfolyamot a budapesti egyetemen végezte. 1871. szeptember 8-án lépett a rendbe (Kecskeméten a gimnázium VI. osztályából) és 1878. június 28-án szentelték föl. 1881. decemberében Budapesten magyar nyelv és irodalomból és bölcseletből tanárvizsgálatot tett. 1874-től 1880-ig a veszprémi, 1880-tól 1882-ig Budapesten, 1882-től 1888-ig Kecskeméten tanított, ahol a városi közönségnek számára irodalmi, társadalmi és valláserkölcsi kérdésekről tartott felolvasásokat.
1888-tól ismét a budapesti kegyesrendi főgimnáziumban tanárkodott, ahol a magyar irodalom és bölcselet tanára volt. A budapesti Katolikus Kör 1891-ben alelnökévé választotta; választmányi tagja volt a Szent István Társulat tudományos és irodalmi osztályának. 1897-ben előadták Calazanczi szelleme című dramolettjét a kecsméti piarista diákok. Mint a Vörösmarty-irodalom buzgó művelője megpendítette az író szobrának eszméjét és e célra gyűjtést is rendezett; amikor pedig megalakult a Vörösmarty-szobor országos bizottsága, ennek adta át az általa gyűjtött 14 000 koronát. 1900 nyarán rendfőnöki titkári állással tüntették ki; azonban egészségi állapotában rohamosan olyan változás állott be, hogy emiatt munkakörét nem tölthette be. Veszprémbe vonult nyugalomba.

## Írásai
Munkatársa volt a Lévay Imre által szerkesztett Veszprémnek, melybe 1876-tól 1882-ig társadalmi cikkek, színbírálatok, ismertetések, költemények, rajzok, elbeszélések és szépirodalmi tárcacikkek jelentek meg tőle, többnyire álnév alatt vagy kezdőbetűvel; közölt költeményeket, tárcákat a Kecskeméti Lapokban, Magyar Szalonban, Egyházi Közlönyben, az Alsó-Tiszavidékben (1880.) és a Zentai Hiradóban (1883) is. Cikkei a veszprémi főgimnázium értesítőjében (1876-78. Az aesthetikai érzés fejlesztése, 1880. A magyar nyelv «Toldi szerelmé»-ben); a Magyar Nyelvőrben (1880. Népnyelvi közlemények Somogyból és Kecskemétről), a Figyelőben (1883-84. B. Amade László kiadatlan költeményei); a kecskeméti r. kath. főgymnasium Értesítőjében (1884. A lyrai költők Kisfaludy Aurorájában); az Országos Tanácsegyesület Közlönyében (1884-85. A középiskolai oktatás egyik akadálya, 1886-87. A magyar irodalomtörténet-tanítás a gymnasiumban, Az önképző körök); az Ország-Világban (1895. Petőfi és Arany); a Veszprémi Közlönyben (1887. 21., 23. sz. Költői pessimismus); a Magyar Szemlében (1891. A humorról, 1893. Révai Miklós szelleme, 1896. Vörösmarty szobra, 1898. Vörösmmarty és a nemzeti köztudat, 1899. A művészetek a középiskolákban): a Kecskeméti Nagy Képes Naptárban (1892. Katona Józsefről); a Kath. Szemlében (1895. Könyvismertetés); a M. Államban (1897. 82., 83. sz. Széchenyi és Vörösmarty, 1898. 9. sz. Emlékbeszéd, elmondotta Lévay Imre szobrának leleplezésén a budapesti kath. körben 1898. jan. 12.).

## Munkái
- A szinész. Dramolette egy felvonásban. Kecskemét, 1886. (Ism. Kecskeméti Lapok 11. sz.)
- Vörösmarty realismusa. Budapest, 1891
- Szent László király a magyar költészetben. Budapest, 1892 (Különny. a budapesti kegyestanítórendi főgymnasium Értesítőjéből)
- Magyar stilistika. I. Irálytan. II. Szerkesztéstan. Iskolai használatra és olvasókönyvvel ellátva. Budapest, 1892-93. Két kötet. (II. 2. kiadás. Budapest, 1899. I. 3. kiadás. Uo. 1902)
- A bűnbánat költészete. Budapest. 1893. (Felolv. a bpesti kath. körben febr. 17. Különnyomat a Magyar Államból)
- Rhetorika és olvasókönyv. Iskolai használatra szerkesztve. Budapest, 1895. (2. jav. és bőv. kiadás. Budapest, 1900)
- A sikkasztó. Budapest, 1895
- Mult és jövő. Drámai kép. Ezredévi ünnepünk emlékeül a tanuló ifjúságnak. Budapest, 1896 (Különnyomat a budapesti kath. főgymn. Értesítőjéből. Ism. Magyar Szemle 25. sz.)
- Irodalmunk a millenniumig. Olvasmányul a serdülő magyar ifjúság számára. Budapest, 1896 (Ism. Magyar Szemle 18. sz.)
- Poetika és olvasókönyv, iskolai használatra. Budapest, 1896 (Erdélyi Károlylyal együtt. 2. kiadás. Budapest, 1899. és 1902)
- Nyugalmas órák. Budapest, 1896 (Ism. Alkotmány 84. sz.)
- Irodalmi dolgozatok Vörösmartyról. Budapest, 1897 (Ism. Magyar Állam 89. sz.).
- Ujabb elbeszélő irodalmunk. Budapest, 1897 (Különnyomat a Katholikus Szemléből.)
- Magyar drámai mesék. A magyar ifjúság számára. Budapest, 1899 (Ism. Katholikus Szemle sat.)
- Tasso "Megszabadított Jeruzsalem". Jánosi Gusztáv magyar fordítása nyomán rövidítve prózába átírva és magyarázatokkal ellátva. Budapest, 1899
- Emlékbeszéd Erzsébet királynéról. Elmondotta. Budapest, 1899
- Vörösmarty Mihály Cserhalomja, magyarázta. A középiskolai tantervek rendeletéből a VI. osztály köteles olvasmánya. Budapest, 1900 (Középiskolai Olvasmányok Tára 12.)
- Vázlatok spanyolországi és portugáliai utamból. Budapest, 1901 (Ism. Vasárnapi Ujság 1900. 18. sz.)

## Álneve és jegyei
Calamus, P. és P. K. (a Veszprémben 1878-82-ben és a Veszprémi Közlönyben 1883-85-ben).